# Lepomis miniatus
Lepomis miniatus és una espècie de peix pertanyent a la família dels centràrquids.

## Descripció
- Pot arribar a fer 16 cm de llargària màxima.[3][4]

## Alimentació
Menja invertebrats bentònics.

## Hàbitat
És un peix d'aigua dolça, demersal i de clima temperat.

## Distribució geogràfica
Es troba a Nord-amèrica: els Estats Units.

## Observacions
És inofensiu per als humans.